# 酒井賢
酒井 賢（、1938年〈昭和13年〉6月2日 - ）は、日本映画の美術監督。岡山県真庭郡新庄村出身。

## 経歴
地元の岡山県立勝山高等学校を卒業後、多摩美術大学卒業。1961年に、東宝へ入社。美術助手として、黒澤明、成瀬巳喜男、市川崑、岡本喜八、森谷司郎、熊井啓、降旗康男などの監督作品に参加した後、美術監督に移行する。『「さよなら」の女たち』、『マイフェニックス』、『ゴジラVSキングギドラ』から『ゴジラVSスペースゴジラ』までのゴジラ作品を担当したあとの1998年、東宝を退社してフリーになる。小泉堯史監督作品『阿弥陀堂だより』（2002年）、『博士の愛した数式』（2006年）、『明日への遺言』（2008年）、『蜩ノ記』（2014年）、『峠 最後のサムライ』（2022年）の美術を手掛ける。

## 人物・エピソード
学生時代からバックパッカーとして旅歩くのを好んでおり、映画業界を志したのもロケで各地に行けるのではないかと考えたからであった。実際に社長シリーズでは様々なロケ地に行き、思い通りになったという。
東宝へ入社したのは、当時の下宿先の近くに所在していた郡司模型製作所から円谷英二を紹介されたのがきっかけであった。当初は特殊美術を担当したが、細かい作業を苦手としていたため、本編美術へ移った。美大での専門は油絵であったことからノウハウはなかったが、先輩勢の手法を学び、デザインを手掛けるに至った。
下積み期間が長く、『巨人軍物語 進め!!栄光へ』（1977年）で一度は一本立ちしたものの後にも助手を務め、本格的なスタートは『「さよなら」の女たち』（1987年）であったと述べている。

## 映画
| 公開年月日        | 作品名                  | 制作（配給）                                                                         | 役職     |
| ----------------- | ----------------------- | ------------------------------------------------------------------------------------ | -------- |
| 1962年7月29日     | ニッポン無責任時代      | 東宝                                                                                 | 美術助手 |
| 1964年6月11日     | 日本一のホラ吹き男      | 東宝                                                                                 | 美術助手 |
| 1966年5月28日     | クレージーだよ奇想天外  | 東宝 渡辺プロダクション （東宝）                                                     | 美術助手 |
| 1973年12月29日    | 日本沈没                | 東宝映画 東宝映像 （東宝）                                                           | 美術助手 |
| 1977年3月19日     | 巨人軍物語 進め!!栄光へ | 日本映画新社                                                                         | 美術     |
| 1981年11月7日     | 駅 STATION              | 東宝映画 （東宝）                                                                    | 美術助手 |
| 1984年8月11日     | 零戦燃ゆ                | 東宝映画 （東宝）                                                                    | 美術助手 |
| 1984年12月15日    | ゴジラ                  | 東宝映画 （東宝）                                                                    | 美術助手 |
| 1986年12月13日    | 恋する女たち            | 東宝映画 （東宝）                                                                    | 美術助手 |
| 1987年12月19日    | 「さよなら」の女たち    | 東宝映画 （東宝）                                                                    | 美術     |
| 1988年1月30日     | 帝都物語                | エクゼ （東宝）                                                                      | 美術補   |
| 1989年5月13日     | マイフェニックス        | 東宝 東急エージェンシー                                                              | 美術     |
| 1991年12月14日    | ゴジラvsキングギドラ    | 東宝映画 （東宝）                                                                    | 美術     |
| 1992年12月12日    | ゴジラvsモスラ          | 東宝映画 （東宝）                                                                    | 美術     |
| 1993年12月11日    | ゴジラvsメカゴジラ      | 東宝映画 （東宝）                                                                    | 美術     |
| 1994年12月10日    | ゴジラvsスペースゴジラ  | 東宝映画 （東宝）                                                                    | 美術     |
| 2002年10月5日     | 阿弥陀堂だより          | 角川書店 テレビ東京 博報堂 日本出版販売 IMAGICA 住友商事 アスミック・エース （東宝） | 美術     |
| 2006年1月21日     | 博士の愛した数式        | アスミック・エース                                                                   | 美術     |
| 2008年3月1日      | 明日への遺言            | アスミック・エース                                                                   | 美術     |
| 2014年10月4日     | 蜩ノ記                  | 東宝                                                                                 | 美術     |
| 2022年6月17日     | 峠 最後のサムライ       | 松竹 アスミック・エース                                                              | 美術     |
| 2025年1月24日予定 | 雪の花 -ともに在りて-   | 木下グループ 松竹                                                                    | 美術     |

## 受賞歴
- 2002年 - 第26回日本アカデミー賞優秀美術賞（『阿弥陀堂だより』）[5][12]
- 2014年 - 第38回日本アカデミー賞優秀美術賞（『蜩ノ記』）[13][5]
- 2022年 - 第76回日本映画テレビ映像技術賞[5]
- 2024年 - 第47回日本アカデミー賞会長功労賞[14][5]